# Nowy cmentarz żydowski w Głogowie Małopolskim
Nowy cmentarz żydowski w Głogowie Małopolskim – kirkut mieści się przy obecnej ul. Partyzantów. Nie wiadomo kiedy dokładnie został założony, być może było to w XIX wieku. Cmentarz ma powierzchnię 1,06 ha, jest nieogrodzony, został całkowicie zdewastowany i nie ma na nim macew.